# Englancourt
Englancourt é uma comuna francesa na região administrativa de Altos da França, no departamento de Aisne. Estende-se por uma área de 7,97 km². Em 2010 a comuna tinha 125 habitantes (densidade: 15,7 hab./km²).